# Нежилово (община Чашка)
 Тази статия е за велешкото село.  За кратовското вижте Нежилово (община Кратово).  
Нежилово (на македонска литературна норма: Нежилово) е село в Северна Македония, част от община Чашка.

## География
Селото е разположено в областта Азот западно от град Велес, по южните склонове на планината Мокра. Църквата „Свети Стефан“ в селото е дело на Андон Китанов.

## История
В XIX век Нежилово е изцяло българско село във Велешка кааза, нахия Хасий на Османската империя. Селската църква „Свети Стефан“ е от 1887 година. Според статистиката на Васил Кънчов („Македония. Етнография и статистика“) в края на XIX век селото има 470 жители, всички българи християни.
Според секретен доклад на българското консулство в Скопие 30 от общо 68 къщи в селото стават сърбомански през 1895 година. Според митрополит Поликарп Дебърски и Велешки в 1904 година в Нежилово има 32 сръбски къщи. По данни на секретаря на екзархията Димитър Мишев („La Macédoine et sa Population Chrétienne“) в 1905 година в Нежилово (Nejilovo) живеят 304 българи екзархисти и 240 българи патриаршисти сърбомани и в селото работи сръбско училище. След Младотурската революция от 1908 година сърбоманските къщи се връщат към Българската екзархия.
При избухването на Балканската война в 1912 година 5 души от Нежилово са доброволци в Македоно-одринското опълчение. След Междусъюзническата война в 1913 година селото попада в Сърбия.
На етническата си карта от 1927 година Леонард Шулце Йена показва Нежилово (Nežilovo) като наскоро посърбено българско село.
На етническата си карта на Северозападна Македония в 1929 година Афанасий Селишчев отбелязва Нежилово като българско село.

## Личности
Родени в Нежилово
- Мане Апостолов, македоно-одрински опълченец, 31-годишен, тухлар, нестроева рота на 4 битолска дружина, носител на бронзов медал[10]

Починали в Нежилово
- Мице Козароски (1910-1942), югославски партизанин и деец на НОВМ
- Невена Георгиева (1925 – 1942), югославска партизанка и деец на НОВМ